# Georg Wilhelm Laubenberg

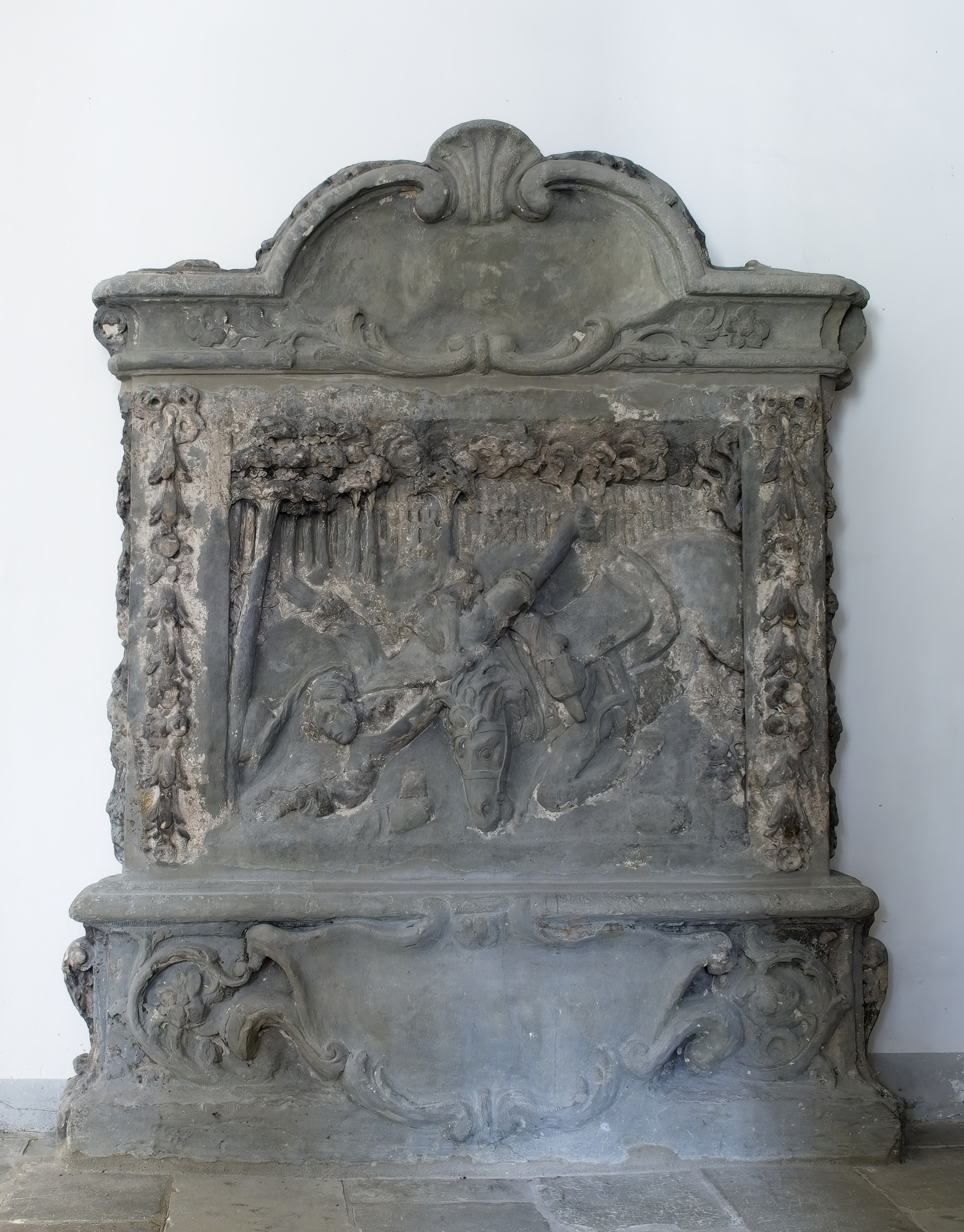
Das Epitaph an seinem heutigen Standort im Neuen Schloss

Georg Wilhelm Laubenberg (* 1693; † 30. Januar 1714 in Bayreuth) war der Hofzwerg des Markgrafen Georg Wilhelm und ging als „Der kleine Wilhelm“ in die Bayreuther Stadtgeschichte ein.

## Leben
Viel ist nicht bekannt über die Herkunft von Georg Wilhelm Laubenberg. Auch das Geburtsjahr kann nur indirekt über die spätere Leichenpredigt von Georg Albrecht Stübner erschlossen werden. Belegt ist aber, dass seinem Vater Valentin Laubenberg und seiner Familie vom Markgrafen Christian Ernst in der „Zigeunerstube“ der Burg Hohenberg bis an sein Lebensende 1727 freie Unterkunft gewährt wurde. Auch weitere Namensträger lassen sich in Hohenberg an der Eger nachweisen. So heißt es im Taufbuch der Kirchengemeinde von 1715 für den 18. Juli: 

„Christina [...] ein Zigeuners Kind ist in Hohenberg Sonnabend den 18. Juli früh zwischen 1 und 2 Uhr geborn, und anderen Tags darauff, den 19. Ejusdem [gleich] getauft worden. Der Vater deßselben war Sigmund Laubenberg, ein Zigeuner Catholischer Religion zugethan, sein Weib Clara Elisabetha.“

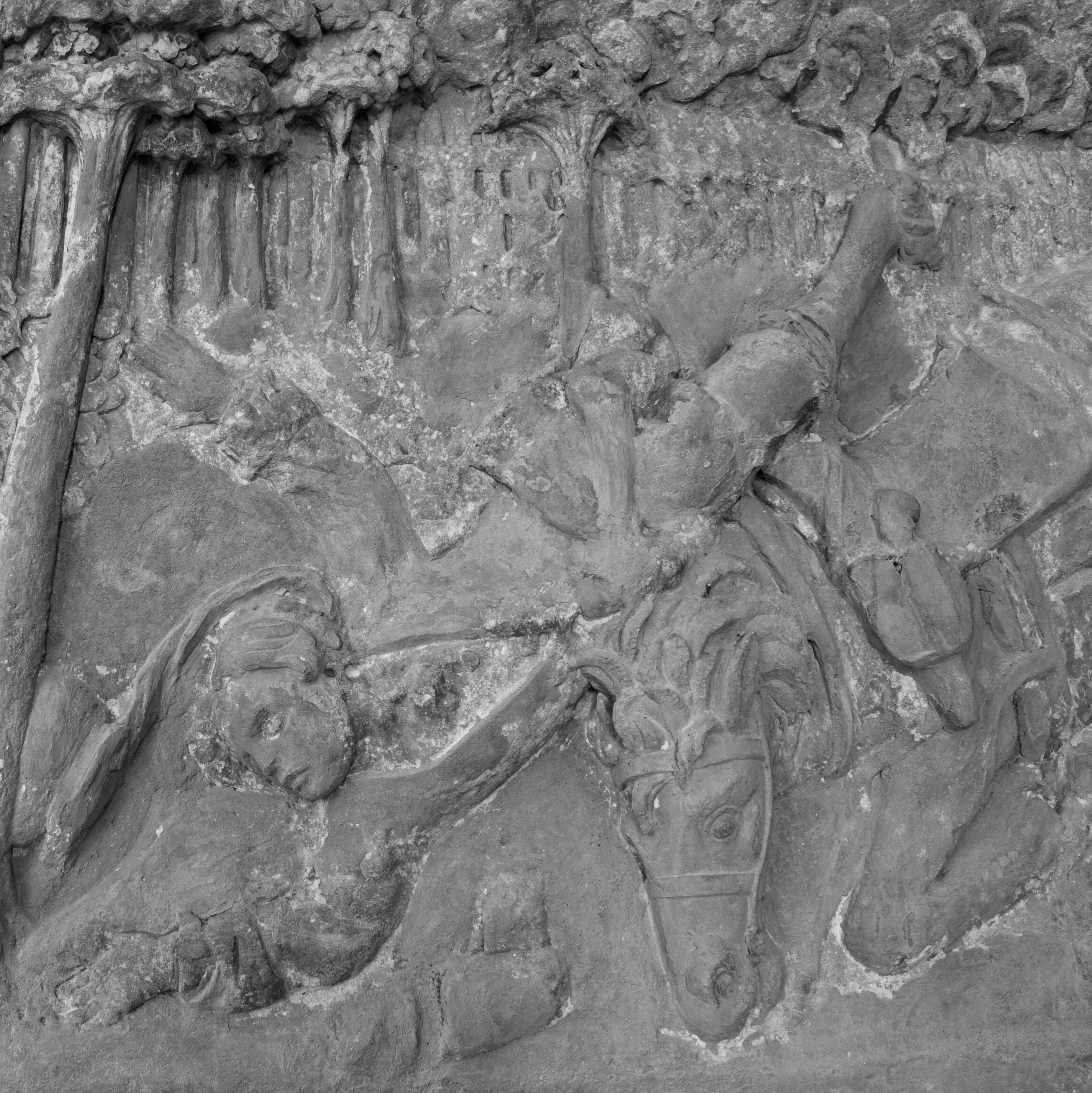
Detailaufnahme des stürzenden Georg Wilhelm Laubenberg

Die genauen familiären Beziehungen lassen sich heute nicht mehr rekonstruieren. Im Sterbebuch Nr. 5 der Evangelisch-lutherischen Pfarrkirche aus dem Jahr 1727 findet sich noch ein Hinweis auf den Vater Valentin. Es heißt dort: 

„Valentin Laubenberg, Zigeuner, wohnend in dem Hochfürstl. [ichen] Grenzschloß, ist den 13. Maii verstorben und den 16. diß mit einer Predigt zu Erden bestattet worden, denn er hat den evang. [elischen] Glauben über 2 Jahr zuvor angenommen gehabt. Alt 80 J.“

Georg Wilhelm Laubenberg reiste mit einer Truppe von Schaustellern durch das Land und wurde dabei vom Markgrafen gesehen, der ihn in seinen Hofstaat übernahm. Laubenberg trug seitdem dessen Vornamen, wurde aber nur der „Kleine Wilhelm“ genannt. Bei Hofe hatte er „Narrenfreiheit“ und war gefürchtet für seinen Spott und seine Indiskretionen. Er genoss aber das besondere Vertrauen des Markgrafen und begleitete ihn auf Reisen und auf seinen Feldzügen. So erhielt er 1712 vierundzwanzig Gulden vom Kriegskommissar Johann Cadusch für seine Ausgaben im Winterquartier ausgezahlt. Die von Laubenberg eigenhändig unterschriebene Quittung befindet sich heute im Stadtarchiv Bayreuth.
Am 30. Januar 1741 ritt er abends als Bote vom Schloss in St. Georgen, der Stadtgründung des Markgrafen Georg Wilhelm, die Markgrafenallee entlang. Sein Ziel war das Schloss in Bayreuth. Dabei stürzte das Pferd von Georg Wilhelm Laubenberg auf der Höhe der damaligen Richtstätte (heute: Alte Spinnerei) so unglücklich, dass er selber mit dem Kopf auf den gefrorenen Boden aufschlug und sich einen Schädelbruch zuzog. Er wurde noch in das Schloss gebracht, wo er wenig später verstarb. Schon früh kam das Gerücht vom „Mord am kleinen Wilhelm“ auf, und dass Unbekannte Steine auf die Straße geworfen hätten, um den Hofzwerg so zu Fall zu bringen. Belege für diese Behauptung wurden aber nie gefunden.
Die Beerdigung fand am 4. Februar 1714 statt. Den Gottesdienst leitete der Hofprediger Georg Albrecht Stübner. Dessen Leichenpredigt wurde in Bayreuth gedruckt. In der Einleitung heißt es:

„Mit Ungewißheit der Menschlichen Todtes−Stunde / Aus dem Spruch Salomons: Der Mensch weiß seine Zeit nicht / Pred. IX. I2. Wurde bey ansehnlicher und Volkreicher Beerdigung Herrn Georg Wilhelm Laubenbergs / Hoch−Fürstl. Brandenburg. Hoch−beliebt gewesenen Cammer−Zwergens / Als derselbe den 30. Jan. dieses 1714. Jahres durch einen unglücklichen Fall um sein Leben kam und darauf den 4ten Febr. als am Sonntag Sexagesima [achter Sonntag vor Ostern] mit Christ, üblichen Ceremonien in seine zubereitete Gruft gebracht wurde / In der Gottes Acker Kirche zu Bayreuth mit einer Christlichen Leich−Sermon kürzlich und einfältig / doch in der Furcht des Herren vorgestellet.“

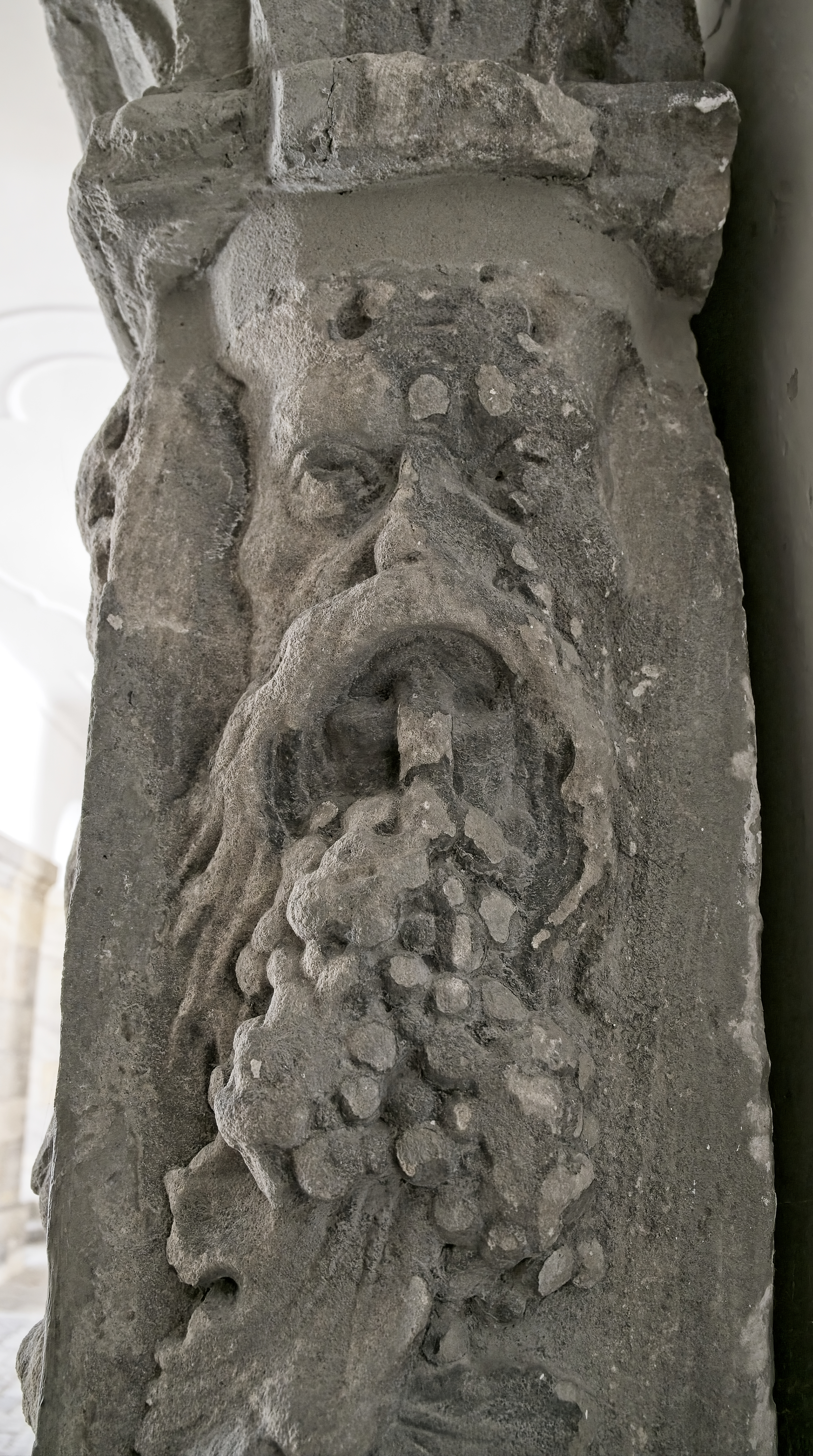
Detailaufnahme Kopf des Bacchus

Und in dem angefügten Leich−Carmen heißt es abschließend über Georg Wilhelm Laubenberg in hymnischen Worten:

Dergleichen Seltenheit und Wunder der Natur 

(Mit welchem wenige vielleicht sind zu vergleichen) 

Kont unser Fürsten−Hof vor wenig Tagen zeigen: 

Am kleinen Georg Wilhelm ließ sich die wahre Spur 

Von Gottes Wunder-Händen merken, 

Wie unbegreiflich sie doch sei in seinen Werken.

Geburt, Statur, Verstand war alles sonderbar.

Von fremder Nation die recht subtilen Glieder.

Und dennoch großer Witz, denn der ersetzte wieder, 

Was an dem kleinen Leib etwa zu wenig war. 

Drum konnten diese Seltenheiten 

Zu großer Herren Gunst den Weg gar bald bereiten.

Nun aber raubt ein Fall die ganze Rarität, 

Und mit derselbigen der Hohen ihr Vergnügen. 

Ein Fall, der alle Lust in Trauern heißet liegen,  

Ein Fall, wodurch Vernunft und Sprach zugleich entgeht.  

Ein Fall, der uns kann klärlich zeigen, 

Daß Wunder der Natur dem Tode müssen weichen.

Die Grabstätte in der Gottesackerkirche in Bayreuth hat sich nicht erhalten. Sie ist beim Abriss des alten Kirchengebäudes 1779 eingeebnet worden.

## Epitaph
Nach dem Tod von Georg Wilhelm Laubenberg ließ der Markgraf ihm zu Ehren ein Epitaph anfertigen, das jahrhundertelang an der Unglücksstelle stand. Geschaffen wurde es vom Hofbildhauer Elias Räntz (1649–1732), und schon 1727 wurde das Epitaph in der Amtsbeschreibung von St. Georgen als südlichster Punkt des Gerichtsbarkeitsbezirks genannt. 1793 besuchten Ludwig Tieck und Wilhelm Heinrich Wackenroder auf ihrer Pfingstreise durch die Fränkische Schweiz und das Fichtelgebirge auch Bayreuth. Tieck schrieb an seinen späteren Schwager August Ferdinand Bernhardi und seine Schwester Sophie Tieck:

„Von Bayreuth führt nach dem Brandenburger eine schöne Allee, gleich vor dem Bayreuthschen Thore ist ein Basrelief auf einer Säule, auf welcher sich ein Mensch befindet, der mit dem Pferde stürzt, in einer angesetzten Unterschrift liest man, daß dies ein, ich weiß nicht welches Markgrafen gewesener Kammerzwerg sei, der hier mit dem Pferde gestürzt und gestorben sei; wir lachten lange über den Ausdruck gewesener Kammerzwerg, gleichsam als wenn es nur auf den Zwerg angekommen wäre, auch Heiducke, oder Läufer, oder Flügelmann zu sein.“

Die fortschreitende Verwitterung des Sandsteins und manuelle Beschädigungen sorgten dafür, dass bei der Renovierung 1909 der untere Text in der Kartusche schon nicht mehr lesbar war und Teile des Epitaphs ganz fehlten. Die ältesten heute noch verfügbaren Aufnahmen zeigen das Kunstwerk in dem Zustand, wie er Mitte der 1920er Jahre vorgefunden wurde.
Beim letzten und schwersten Bombenangriff auf Bayreuth am 11. April 1945 wurde auch das Epitaph von Bombensplittern getroffen und zerbrach in Einzelteile, die jahrelang im Außenbereich zwischengelagert wurden. Das später wieder zusammengefügte Kunstwerk steht heute in der Corps de Logis des Neuen Schlosses. Der Bayreuther Heimatforscher Helmut Haas hat für sein Werk Bayreuther Grabsteine und Epitaphien aus dem Jahr 2004 vielfältige Quellen und Sekundärliteratur zusammengetragen und auch dieses Epitaph umfassend beschrieben. Auf diese Ausführungen beziehen sich alle weiteren Aussagen.
Das Epitaph ist fast 2,50 Meter hoch und im Sockelbereich über 2,10 Meter breit. Heute noch gut zu erkennen ist Georg Wilhelm Laubenberg, wie er über den Kopf des Pferds hinweg auf die Straße stürzt. Im Hintergrund befindet sich ein Zaun und mehrere Alleebäume, sicher ein Hinweis auf den Unglücksort in der Markgrafenallee. Eingerahmt wird dieses Bild von zwei Pilastern mit Rankenwerk. Seitlich findet sich jeweils das Haupt des Bacchus mit Weinreben. Soll hiermit angedeutet werden, dass der Reiter vielleicht nicht nüchtern war?
Neben der oberen Kartusche befanden sich früher zwei Urnen als Symbol der Vanitas. Von den Texten in den Kartuschen hat sich nichts erhalten, sie können nur noch aus älteren Überlieferungen rekonstruiert werden. In der oberen Kartusche stand der folgende Text:
Anno 1714 den 30 Jan [Januar] Abend fünf uhr ist der hochfürst [liche]  Brandenburg [ische] höchst belibt gewesene Camr [Kammer] Zwerg Georg Wilhelm Laubenberg hier mit seinem Pferd gestürzt und hat seinen Geist noch in selbiger Nacht um 1 Uhr auf dem Hochfürstl [lichen] Schloß zu Baireuth 
im 21. Jahr seines Alters aufgegeben. Liegt in der Gottes Acker Kirche begraben. Sein Leich Text war: Der Mensch weiß seine Zeit nicht. Spruch Sal. am IX.V.12.
Der Leichtentext entstammt jedoch nicht den Sprüchen Salomos, sondern ist aus Prediger 9,12 . In der unteren Kartusche stand die für barocke Epitaphe typische Ansprache an den Betrachter. Es war zu lesen:
Steh still, o Wanderer, und lerne recht erkennen, wie sich ein Unglücksfall so bald ereignen kann. Der kleine Wilhelm war des Hofes Lust zu nennen und niemand schaute ihn als mit Verwunderung an. Doch übereilte ihn das Ende seiner Stunden, als er hier einen Fall von seinem Pferd gefunden.
Das Epitaph ist heute vor Witterungseinflüssen und Vandalismus geschützt. Es fehlt aber ein Hinweisschild, das die Entstehung und die weiteren geschichtlichen Zusammenhänge erklären würde. So ist dieses Kunstwerk am Ende nur ein stummer Zeuge aus der vergangenen Markgrafenzeit.